# Alexa & Katie
Az Alexa & Katie 2018 és 2020 között vetített amerikai televíziós filmsorozat, amelyet Heather Wordham készített a Netflix számára. A zenéjét Matt Mariano és Zach Stretten-Carlson szerezték. Az élőszereplős játékfilmsorozat producere Bob Heath. A főszerepekben Paris Berelc, Isabel May, Jolie Jenkins, Emery Kelly és Eddie Shin láthatóak. A tévéfilmsorozat a Vanity Logo Productions gyártásában készült, a Netflix forgalmazásában jelent meg. Műfaja filmvígjáték-sorozat. A sorozat 2018. március 23-án került fel a Netflixre. Magyarországon szinkronosan 2019.  szeptember 6-ától érhető el a Netflixen.

## Története
Ez a történet azt mutatja be, hogy hogy éli az életét egy kamasz lány, a rák legyőzése után. Szerelem, család, barátok, kórházi látogatások. 

## Szereplők
| Szereplő | Színész             | Magyar hang              |
| -------- | ------------------- | ------------------------ |
| Alexa    | Paris Berelc        | Koller Virág (1-2. évad) |
| Alexa    | Paris Berelc        | Boldog Emese (3. évad)   |
| Katie    | Isabel May          | Kardos Lili              |
| Jennifer | Jolie Jenkins       | Ruttkay Laura            |
| Lucas    | Emery Kelly         | Baráth István            |
| Dave     | Eddie Shin          | Szatmári Attila          |
| Jack     | Finn Carr           | Maszlag Bálint           |
| Lori     | Tiffani Thiessen    | Kisfalvi Krisztina       |
| Dylan    | Jack Griffo         | Sánta László             |
| Gwenny   | Kerri Medders       | Pekár Adrienn            |
| Hannah   | Merit Leighton      | Gulás Fanni              |
| Ryan     | Nathaniel J. Potvin | Renácz Zoltán            |

## Magyar változat
- Magyar szöveg: Blastik Noémi (1. évad), Bogdán László (2. évad), Borsos Dávid (3. évad)
- Hangmérnök: Szabó Miklós
- Vágó: Pilipár Éva
- Gyártásvezető: Bogdán Anikó (1–2. évad), Farkas Márta (3. évad)
- Szinkronrendező: Szentesi Dorottya

A magyar változat a Direct Dub Studios műtermében készült.

## Epizódok
| Évad | Évad | Epizódok | Epizódok         | Eredeti sugárzás   | Eredeti sugárzás   | Magyar sugárzás     | Magyar sugárzás     |
| Évad | Évad | Epizódok | Epizódok         | Évadpremier        | Évadfinálé         | Évadpremier         | Évadfinálé          |
| ---- | ---- | -------- | ---------------- | ------------------ | ------------------ | ------------------- | ------------------- |
|      | 1    | 13       | 13               | 2018. március 23.  | 2018. március 23.  | 2019. szeptember 6. | 2019. szeptember 6. |
|      | 2    | 10       | 10               | 2018. december 26. | 2018. december 26. | 2019. szeptember 6. | 2019. szeptember 6. |
|      | 3    | 16       | 8                | 2019. december 30. | 2019. december 30. | 2019. december 30.  | 2019. december 30.  |
| 8    | 3    | 16       | 2020. június 13. | 2020. június 13.   | 2020. június 13.   | 2020. június 13.    |                     |